# جوادلار
جوادلار (به لاتین: Cavadlar) یک منطقهٔ مسکونی در جمهوری آذربایجان است که در شهرستان خواجه‌لی واقع شده‌است.